# Laasan (Jena)

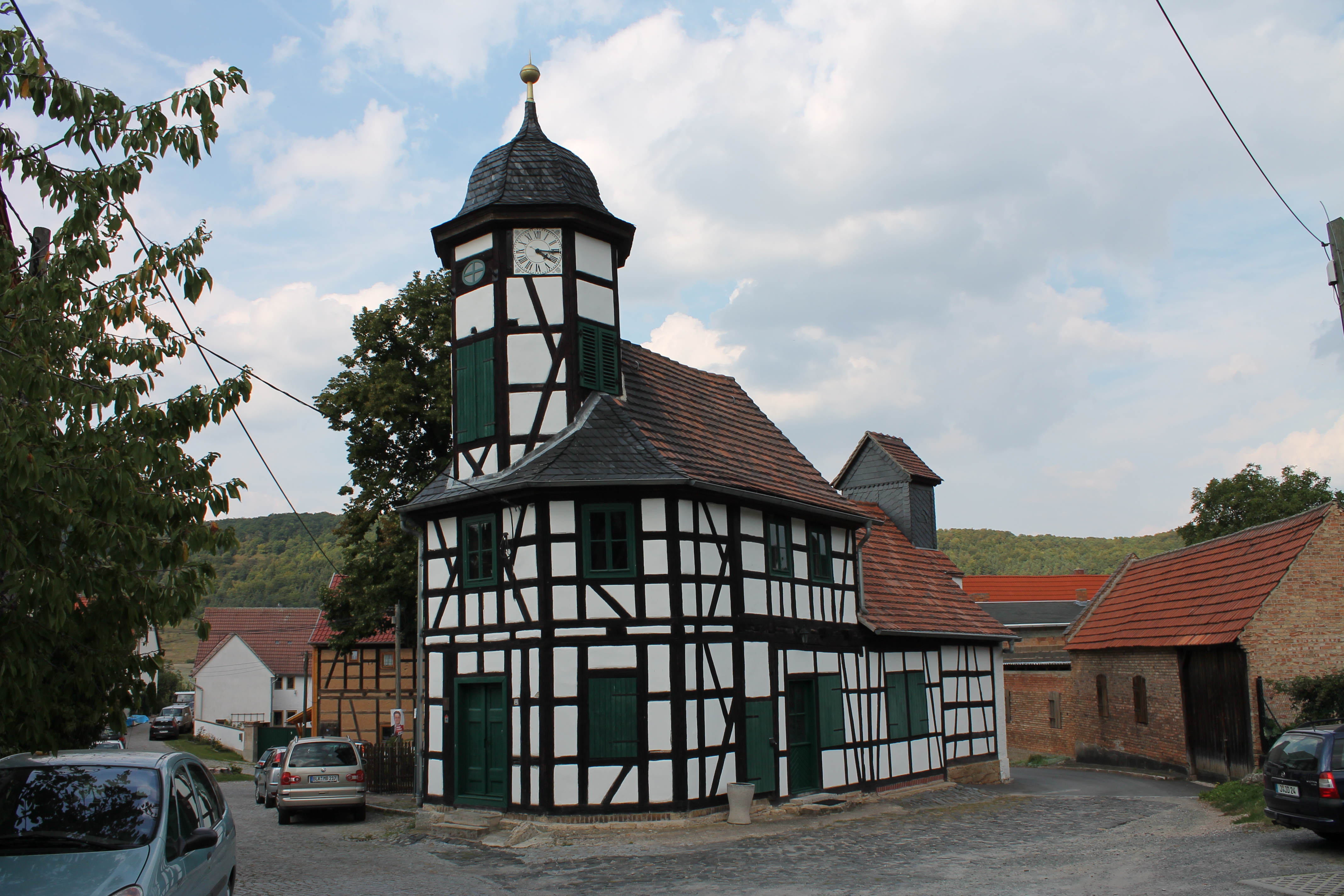
Rat- und Brauhaus

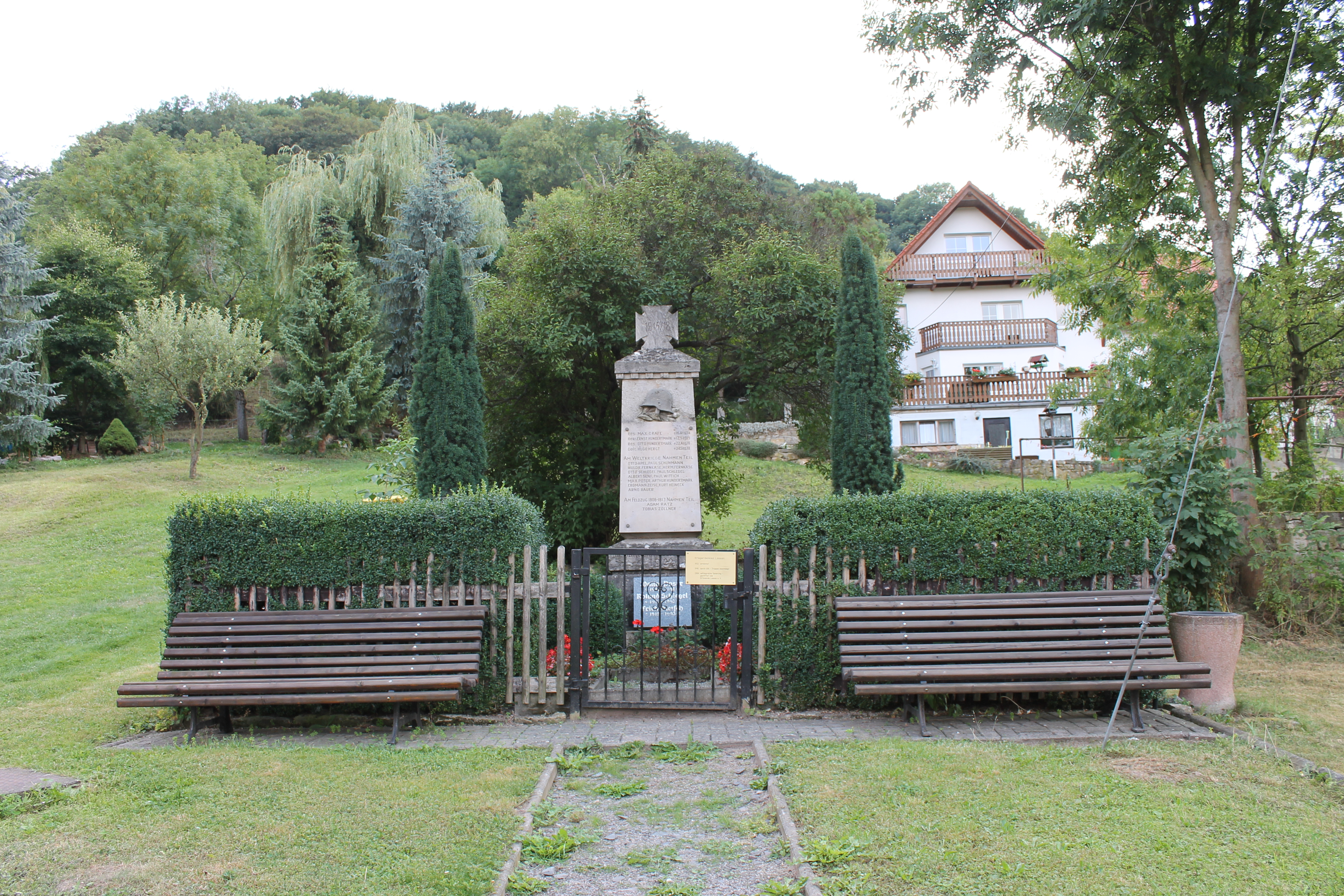
Kriegerdenkmal

Laasan ist ein Stadtteil der kreisfreien Stadt Jena in Thüringen.

## Geografie
Laasan liegt relativ abgelegen in einem Seitental der Saale, das vom sogenannten Hufeisen umgeben wird, einer bogenförmigen Bergkette aus Muschelkalk. Durch die Kreisstraße 4 ist der Ort mit dem nahen Kunitz verbunden.
Teile der Laasaner Flur gehören zum Naturschutzgroßprojekt „Muschelkalkhänge – Mittleres Saaletal“.

## Geschichte
Die Entstehung des Ortes dürfte in die Rodungszeit des Landesausbaus fallen. Der aus dem Slawischen stammende Ortsname bedeutet so viel wie „Bewohner der Rodung“, oder „Rodungssiedlung“.
Laasan wurde 1367 erstmals urkundlich erwähnt. Seit 1541 sind eigenständige Gemeindeakten erhalten. Zu Beginn der Überlieferung gehörte Laasan sehr wahrscheinlich zu der im 12. Jahrhundert erstmals genannten reichsunmittelbaren Herrschaft Gleisberg. Diese geriet Ende des 14. Jahrhunderts in die Hände der Vögte von Plauen und ging von diesen noch vor 1400 an das Haus Wettin. Bei dessen endgültiger Teilung im Jahre 1485 wurde Laasan von dem bis dahin noch als wettinische Pflege verwalteten Amt Gleisberg abgetrennt und dem Amt Jena zugeordnet. Kirchlich gehörte es weiterhin als Filial zu Kunitz, das fortan zum Amt Dornburg zählte.
In Jena existiert die immer wieder erzählte Anekdote, die besagt, dass 1806 die napoleonischen Truppen (siehe Schlacht von Jena und Auerstedt) Laasan als einzigen Flecken im Jenaer Gebiet unbesetzt gelassen hatten, da das Dorf zu klein war und hinter einer Bergfalte nicht zu sehen war. Dem widersprechen Gemeinderechnungen aus dieser Zeit, die eine französische Wachstube in Laasan und eine Brandschatzung des Dorfes belegen.
Erst im 19. Jahrhundert mit der Auflösung des Amtes Dornburg kam Kunitz wieder in engere Beziehung zu Laasan mit der Eingliederung beider Orte in den Amtsgerichtsbezirk Jena. In den 1930er Jahren wurde Kunitz in die Stadt Jena eingemeindet, was aber nur wenige Jahre Bestand hatte.
Heute gehört Laasan zur Ortschaft Kunitz und wurde mit dieser 1994 nach Jena eingemeindet. Laasan ist nach Einwohnern der zweitkleinste statistisch abgegrenzte Stadtbezirk Jenas. Das Dorf besitzt keinen eigenständigen Ortschaftsrat bzw. keinen eigenen Ortsbürgermeister, sondern wählt als Teil von Kunitz die dortigen Gremien mit.

## Kultur und Sehenswertes
Laasan hat weitgehend seinen eigenständigen dörflichen Charakter erhalten. Bemerkenswertestes Gebäude in Laasan ist das kleine Rat- und Brauhaus. Das Rathaus wurde zwischen 1615 und 1617 als achteckiger Turm gebaut. 1740 erfolgte der Anbau des Brauhauses, 1802 wurde die Ratsstube eingeweiht. Das Gemeindebraurecht bestand zwischen 1742 und 1946.
Das Rat- und Brauhaus wurde zwischen 1997 und 2004 durch die Mitglieder des Ortsvereins saniert. Unterstützt wurde der Verein durch den Eigentümer, Kommunale Immobilien Jena (KIJ). 2004 wurde der Ortsverein mit dem Thüringer Denkmalschutzpreis für die Sanierung des Rat- und Brauhauses gewürdigt.
Eine Kirche besitzt Laasan nicht.